# Effie Owuor
Effie Owuor est une avocate et une juge kényane. Elle est la première femme à occuper les fonctions de conseillère d'État, de magistrate, de juge de la Haute Cour et de juge de la Cour d'appel.

## Biographie

### Enfance et formations
Effie Owuor est née en 1943 à Kakamega et fréquente le Butere Girls High School et l'Alliance Girls High School. Elle obtient son diplôme de droit de l'université de Dar es Salaam en Tanzanie en 1967 qui est à l'époque la seule université proposant des diplômes de droit en Afrique de l'Est,.

## Carrière
Effie Owuor devient conseillère d'État au sein du cabinet du procureur général en 1967. Elle est la première femme magistrate du Kenya en 1970 et magistrate principale en 1974,,.
En 1982, Elle est nommée par le président Daniel arap Moi à la Haute Cour du Kenya. Elle devient ainsi la première femme à occuper ce poste. En 1983, elle est nommée aux côtés de Cecil Miller et de Chunilal Madan à la Commission d'enquête judiciaire chargée d'enquêter sur les allégations de corruption contre l'ancien procureur général Charles Njonjo,.
Effie Owuor est également nommée ambassadrice de bonne volonté de l'UNICEF. En 1993, elle est nommée présidente de la Task Force on Laws Relating to Women, qui aboutit à l'adoption de la loi de 2006 sur les délits sexuels. Elle est commissaire à la Commission de réforme du droit du Kenya de 1984 à 2000,.
Après l'arrivée au pouvoir du gouvernement de la National Rainbow Coalition (NARC), Effie Owuor est citée dans le rapport d'Aaron Ringera qui cherchait à enquêter sur le système judiciaire. Elle fait le choix de prendre sa retraite plutôt que de se battre contre les accusations de malversation. Sous le gouvernement de Mwai Kibaki, elle est nommée à la Cour pénale internationale en 2006, mais sa nomination est contestée en raison de sa mention dans le rapport Ringera.
Effie Owuor et Joyce Aluoch sont les deux premières membres de l'Association des femmes juges du Kenya, affiliée à l'Association internationale des femmes juges, créée en 1993 alors qu'elles étaient les deux seules femmes juges du pays,.
Elle prend sa retraite de la Cour en 2008, mais continue de présider le groupe de travail sur les infractions sexuelles.

## Publications
Effie Owuor a écrit :
- Effie Owuor et Japhet Biegon, Gender equality and political processes in Kenya : challenges and prospects, Strathmore University Press, 2016 (ISBN 9789966054142, lire en ligne), « Women and political inclusion in Kenya: a historical overview, 1963–2016 »